# 칸나 노부토시

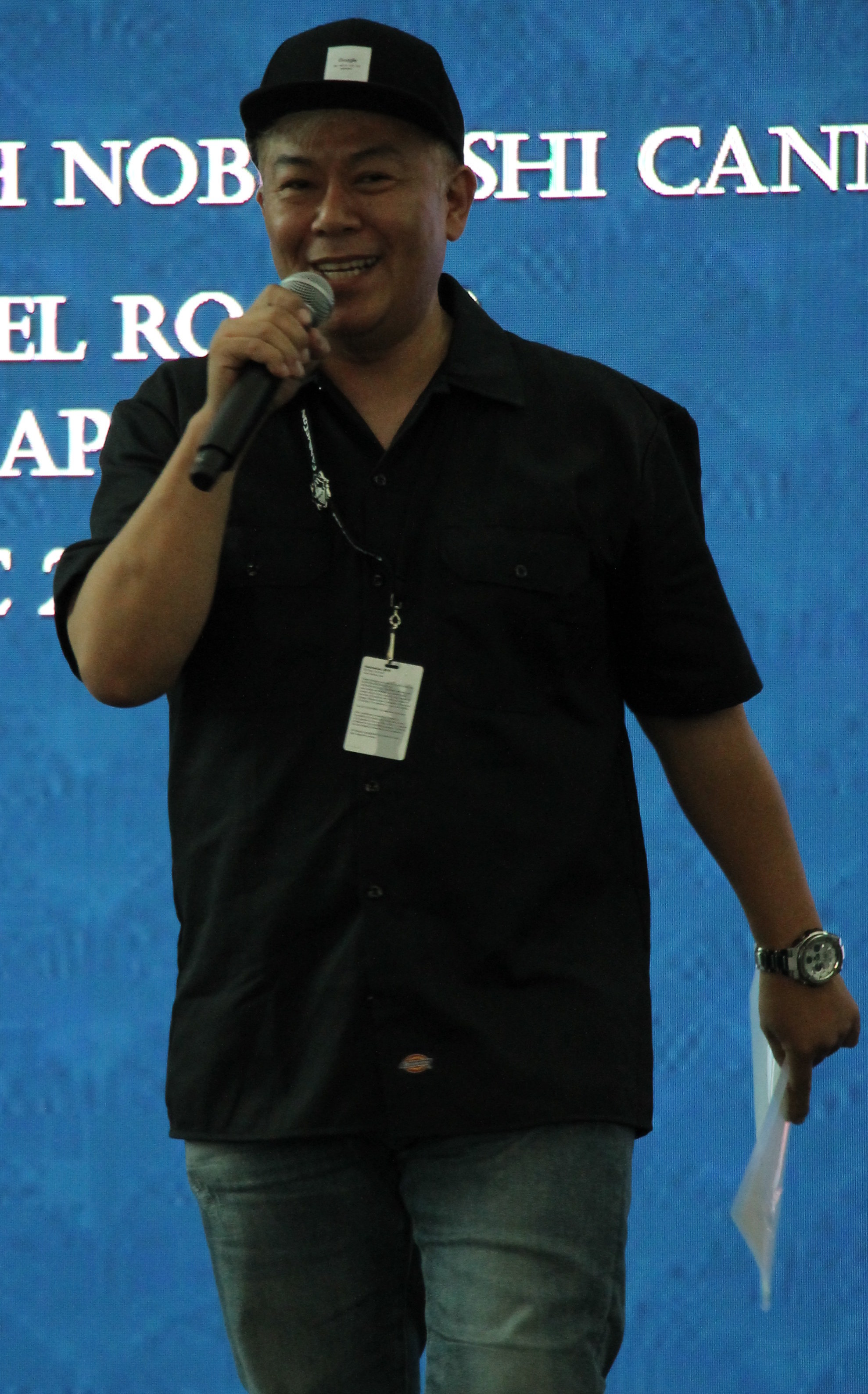

칸나 노부토시(일본어: 神奈 延年 간나 노부토시[*], 1968년 6월 10일 ~ )는 일본의 성우이다. 본명은 하야시 노부토시(일본어: 林 延年)이다. 출신지는 도쿄도이며 소속사는 아오니 프로덕션.

## 출연작
굵은 글씨는 주역 메인캐릭터

### TV 애니메이션
년도 없이 연기한 만화
- 도라에몽
- 외계소년 위제트(브라이언, 조연 다수)

1991년
- 기갑경찰 메탈 잭 (칸자키 켄)
- 키테레츠 대백과(사내아이A,노지마,카타히라)
- 근육맨:근육성 왕위 쟁탈편(제로니모)
- 드래곤 퀘스트(프랭크 왕자)
- 하이스쿨 미스테리 학원 7대 불가사의(타로)
- 보거스는 내 친구(조연 다수)
- 신세기 GPX 사이버 포뮬러 (카타기리 마코토)

1992년
- 크레용 신짱(도시락가게)
- 수퍼 빅쿠리맨 (크리스탈 천사)
- 전설의 용자 다간 (호크세이버)

1993년
- 푸른 전설의 슛 (시라이시 켄지)
- 검용전설YAIBA(남학생A)
- GS미카미(클레스 메이트,감시병,미이라의 남자)
- 정글의 왕자 타짱♡ (마이클 고간)
- 슬럼덩크 (진 소이치로/사쿠라기 군단)
- 무카무카 파라다이스(카야마 대장)
- 왈가닥 작은 아씨 난과 쵸 선생님(단킨)

1994년
- 캡틴 츠바사J(시로야마 감독,요시카와 코오지)
- 초버릇이 될 것 같아 (노사카 아키라)
- 마크로스 7 (넥키 바사라)
- 용자경찰 제이데커(코헤이)
- 아미테이지3 (크리스 브라운)

1995년
- 아스키짱(토우죠 선배)
- 애니메이션 세계의 동화(아라미스)
- 후시기 유우기 (타스키)

1996년
- 기동신세기 건담X(유리)
- 엘프를 사냥하는 사람들(벨노)
- 용자지령 다그온

1997년
- 김전일 소년의 사건부
- 검풍전기 베르세르크(가츠)
- 중화일번! (레온)
- 초마신영웅전 와타루 (도란)
- 맑음 때때로 돼지

1998년
- 가사라키(스메이 타쿠로)
- 김전일 소년의 사건부
- 제네레이터 가우루(가우루)
- DT에이트론(롯소)
- 닌타마 란타로 (나나마츠 코헤이타,상급생 외)
- B비다맨 폭외전 (다크프린스、노아르봉、잭)
- 로도스도 전기 영웅기사전(판)

1999년
- COLORFUL（히로하시 카와）
- 고쿠도군 만유기(파카이)
- 자폭군(보일)
- 주간 스토리 랜드(켄스케)
- 가자 우주전함 야마모토 요코(텐자)
- 천사가 될거야!(가브리엘)

2000년
- 이누야샤(비천)
- 승부사 전설 테츠야（토비）
- 하지메의 일보(오다 료스케)
- 포켓몬스터(사타케,브랏트·키타오)
- 명탐정 코난(후루카와 코지)

2001년
- 오프사이드(히비노 요시히코)
- 갤럭시 엔젤(그린)
- 사이보그009(제3작)(쟌)
- 샤먼킹(이백룡,마술 펀치)
- FF：U 〜파이널 판타지 언리미티드〜(포셰포켓,카제)
- PROJECT ARMS(타카즈키 료)
- 포켓몬스터(브랏트·키타오)
- 마호로매틱(나레이션)
- 명탐정 코난
- RAVE(제간)
- 이니셜D 서드 스테이지(코가시와 카이)

2002년
- GetBackers-탈환대-（미도 반）
- 토쿄 뮤우뮤우(파이)
- NARUTO -나루토-（카부토)
- 폭투선언 다이간다(타이거마루)
- 마호로매틱 - 더 아름다운 것 (미사토 스구루〈성년기〉)
- 명탐정 코난(타치카와 마사토)

2003년
- 소닉X(너클즈 디 에키드나)
- 플라네테스(레오노프,린)
- 모험요기 플러스터 월드(자가리안)
- 명탐정 코난（마츠다 쇼페이）

2004년
- 우타∽가타（토우도 카이)
- 음유묵시록 마이네리베(틀 클라이)
- KURAU Phantom Memory(독)
- 금색의 갓슈벨!!(켄무네)
- 사무라이 참프루(키메가사)
- 주간 포켓몬 방송국(츠요시)
- tactics(세이이치)
- 트랜스포머 애너곤(쇼크 블래스타,안드라)

2005년
- 아따신지（파이어 화이터)
- AIR(류야)
- 유☆희☆왕 듀얼몬스터즈GX（젊은 영환）

2006년
- 이누카미!
- 엔젤 하트
- 케로로중사(무센쟈가 성인 사토우)
- 사랑하는 천사 안젤리크 ~마음이 눈뜰 때~ (바람의 수호성 랜디)
- 채운국 이야기(정유순)
- 009-1(노맨)
- Fate/stay night(랜서)
- BLACK CAT（리버 저스토리)
- 성실하게 불성실한 쾌걸 조로리
- 명탐정 코난(타츠가이 후미고)
- 유성의 록맨(키그나스)

2007년
- 사랑하는 천사 안젤리크 ~빛나는 내일~ (바람의 수호성 랜디)
- 소년음양사(아베노 나리치카)
- ZOMBIE-LOAN（아카즈키 유우리）
- NARUTO -나루토- 질풍전（카부토)
- BACCANO! -바카노!-
- BLEACH（노이트라 질가）
- 포켓몬 이상한 던전션 탐험대·어둠의 탐험대(헤이가니)
- 명탐정 코난

2008년
- 장난스런Kiss
- 케로로중사(무카이)
- 데드 프린세스(혼다)
- 순정 로맨티카(쿠사마 노와키)
- 순정 로맨티카2(쿠사마 노와키)
- 소울 이터(기리코)
- 일하는 키즈 마이 햄스터(라메다)

2009년
- 아따신지(목수 #318)
- 히메 겐(혼다)
- 지옥소녀3기(키쿠치 유키히코)
- 도라에몽(왕자님)
- 포케몬 이상한 던전하늘의 탐험대시와 어둠을 메구루 마지막 모험(헤이가니)

### OVA
1991년
- 여기는 그린우드 (아오키)

1992년
- 캠버스 요정 (시바 료타료)
- 사이버 포뮬러 더블원 (카타기리 마코토)

1993년
- 포츈퀘스트:세상의 행복한 모험자들 (클레이)

1994년
- 아미테이지 ||| (크리스 브라운)
- 상남 2인조 마코토

1995년
- 3x3 아이즈 : 성마전설 (나파르마)

1996년
- 나의 마리 (다나카)
- 사이버 포뮬러 사가 (레온 안하트)

1997년
- 붓토비!! CPU (쥰페이)
- 마크로스 7 다이너 마이트 (넥키 바사라)

1998년
- 사이버 포뮬러 신 (레온 안하트)

1999년
- 시바스 1-2-3 (겐미)

2000년
- 안젤리크 시리즈 (랜디)

2003년
- 세인트 세이야 명왕 하데스 12궁편 (카뮤)

2005년
- 세인트 세이야 명왕 하데스 명계편 (카뮤)

### 극장판
1995년
- 마크로스 7 극장판 : 은하가 나를 부른다 (넥키 바사라)

2004년
- 이누야샤 4기 극장판 : 홍련의 봉래도 (류라)

2010년
- Fate/stay night 극장판 : Unlimited Blade Works (랜서)
- 짱구는 못말려 18기 극장판 : 초시공! 태풍을 부르는 나의 신부 (어른 노하라 신노스케 *어른 신짱구)

2022년
- 명탐정 코난: 할로윈의 신부 (마츠다 진페이)

### 게임
2002년
- 스타크래프트(일본판) (자츠,질럿)

2007년
- 슈퍼로봇대전 OG 외전 (엑셀 알마)
- 리틀버스터즈! (이노하라 마사토)

2008년
- 슈퍼로봇대전 A포터블 (엑셀 알마)
- 리틀버스터즈! EX (이노하라 마사토)

2010년
- 무한의 프론티어 슈퍼로봇대전 OG 사가 EXCEED